# アーケードゲーマーふぶき
『アーケードゲーマーふぶき』は、吉崎観音による日本の漫画作品、及び2002年から2003年にかけて発売されたOVA作品。漫画はエンターブレイン刊・『月刊ファミ通Wave』、『ファミ通ブロス』で連載。アーケードゲームで闘う少女「ふぶき」の活躍を描いている。この作品はすがやみつるの名作ゲーム漫画『ゲームセンターあらし』の公認オマージュである。
謎の人からパッション・パンティをもらった少女・ふぶきがアーケードゲーマーとして活躍するさまを描いた作品。

## 登場人物
桜ヶ咲ふぶき（さくらがさき ふぶき）
声 - 野川さくら
本作品の主人公。普通の女子中学生だが、謎の人からＰＰ(パッション・パンティ)をもらったことから人生が一変。ゲーム魂が宿り、アーケードゲーマーとして戦うことになった。
国分寺花子（こくぶんじ はなこ）
声 - 清水香里
ふぶきの親友で、ベスト・オブ・アーケードゲーマー選手権（BAG選手権）主宰のゲームメーカーKOGCの社長令嬢。幼少の頃からゲーム漬けに育った。
十文字ちづる（じゅうもんじ ちづる）
声 - 浅川悠
BAG選手権、日本大会大阪代表。ギュラシック四天王の1人で、人呼んで「シューターちづる」。

ミス アルカ
声 - 雪野五月
ギュラシック四天王幹部。世界征服を企んでおり、目標のためなら手段を選ばない。
メロディー・ハニー
声 - 豊口めぐみ
ギュラシック四天王の1人で、時々登場するアメリカ人女性。
三平太（さんぺいた）
声 - 山本正樹
ふぶきがゲームしているそばから割り込んで説明する少年。
石野あらし らしき人物
『ゲームセンターあらし』の主人公「石野あらし」とおぼしき人物。
謎の人
声 - 古谷徹
ゲームをこよなく愛し、パックマンの敵キャラモンスターのような覆面をつけた男。その出で立ちはプロレスラーを髣髴とさせる。正体だけでなく行動も謎の人。
ファミ通ブロス版の単行本では最終回でギュラシック団総帥としてふぶきと対決。そこで「炎のコマ」（石野あらしの必殺技の1つ）を使ってみせる。
伝説の男
巨大な出っ歯で、帽子をかぶっている。ふぶきが謎の男と出会う以前にとあるゲーム会社に所属する開発者からＰＰを託される。
ギュラシック団首領
声 - 藤岡弘、
悪の秘密組織ギュラシック団のボス。部下の四天王を使い、世界征服の為にアーケードゲームを悪用する謎の人物。

## OVA

### スタッフ
- 原作 - 吉崎観音
- 監督 - ムトウユージ
- シリーズ構成・脚本 - 山口亮太
- キャラクターデザイン - 守岡英行
- 美術 - 脇威志（1話・2話）、菱沼由典（3話・4話）
- 色彩設計 - 三橋曜子
- 編集 - 瀬山武司
- 音響監督 - 高橋秀雄
- 音楽 - 勝又隆一
- プロデューサー - 湯川淳、大沢信博
- アニメーションプロデューサー - 久保田光俊
- アニメーション制作 - シャフト
- 協力 - エンターブレイン、すがやみつる、セガ
- 製作 - アーケードゲーマーふぶき製作委員会（バンダイビジュアル、電通、エンターブレイン、ランティス、ジェンコ）

### 主題歌
オープニングテーマ「thunder of PP」
作詞 - 尾崎雪絵 / 作曲 - 南良樹 / 編曲 - 飯塚昌明 / 歌 - 野川さくら
エンディングテーマ「Flowers〜心に咲かせて〜」
作詞 - 尾崎雪絵 / 作曲 - 櫻井真一 / 編曲 - SINX / 歌 - 野川さくら
挿入歌「恋のときめきチャンス」
歌 - 野川さくら

### 各話リスト
| 話数        | サブタイトル                       | 絵コンテ     | 演出                  | 作画監督                   | 総作画監督 |
| ----------- | ---------------------------------- | ------------ | --------------------- | -------------------------- | ---------- |
| 1st STAGE   | ふぶき爆誕                         | ムトウユージ | 成田歳法              | 守岡英行                   | -          |
| 2nd STAGE   | 盗まれたPP（パッション・パンティ） | ムトウユージ | 成田歳法              | 安藤正浩                   | 守岡英行   |
| 3rd STAGE   | 決勝!父ちゃんは帝王!?              | 榎本明広     | 川崎逸朗              | 関口可奈味                 | 守岡英行   |
| FINAL STAGE | 時空を越えた遭遇                   | ムトウユージ | 鈴木利正 ムトウユージ | 守岡英行 中澤勇一 伊藤良明 | -          |

### 関連CD
- thunder of PP（歌：野川さくら）2002年2月28日発売、Lantis / LACM-4046

## 関連書籍
漫画
- アーケードゲーマーふぶき（アスキー刊、2000年4月発売、ISBN 4-7572-0768-9）
- アーケードゲーマーふぶき（ビームコミックス、エンターブレイン刊、2000年7月発売、ISBN 4-7577-0115-2）
- アーケードゲーマーふぶきORIGINAL（エンターブレイン刊、2002年4月発売、ISBN 4-7577-0814-9）

その他
- アーケードゲーマーふぶき #恋愛STAGE（ファミ通文庫、エンターブレイン刊、著者：斎藤ゆうすけ、2002年5月発売、ISBN 4-7577-0867-X）
- アーケードゲーマーふぶきANIME&COMIC Complete Fan Book LOVE GAME（エンターブレイン刊、2003年4月発売、ISBN 4-7577-1445-9）

## 連載時のエピソード
- ROUND10.5「花ちゃん家大爆発!?」は雑誌掲載時、前半と後半に分けて発表された。また、前半部分（ブロスコミックス版における88Pまで）は全ページが乱丁しており、後半が掲載された号にて謝罪と正しいページの順番が掲載された。

## ゲーム
戦え！ツクールゲーマーふぶき
本作のOVA第1巻に収録されているPC用対戦型格闘ゲーム。ツールに2D格闘ツクール2nd.を使用している。
使用キャラクターは桜ヶ咲ふぶき（声 - 野川さくら）だけだが、データは個人利用の範囲内なら自由に使用できるので、たいした知識がなくても他のフリーソフトなどに登場させて使用することもできる（逆も可能）。

## その他

### 他吉崎観音作品との繋がり
同じく作者が原作を務める漫画作品『ケロロ軍曹』とは世界観を共有していることが示唆されており、原作漫画版では『ケロロ軍曹』の日向夏美が登場する他、彼女の弟のクラスメイトである西澤桃華の一族が経営する会社・西澤グループも名前が言及される形でのみ登場する。また、OVA第1巻には作者の別作品である『宇宙X兵衛』の主人公・十兵衛が1秒だけ登場している。
『ケロロ軍曹』の方にも逆に『ふぶき』のメインキャラクターたちが登場しており、アニメ版でもハニーがOVAの時と同じ声優が起用される形でゲストとして時々登場する。原作単行本22.5巻にあたる公式ガイドブック『吉崎観音完全監修 “K”-FILE』でも彼女らの紹介されている項目が存在するのだが、初期の頃は名前の表記が異なっていた。現在は同一人物という形で元の名に戻されている。